# Pegomya fuscinata
Pegomya fuscinata este o specie de muște din genul Pegomya, familia Anthomyiidae. A fost descrisă pentru prima dată de Tiensuu în anul 1939. Conform Catalogue of Life specia Pegomya fuscinata nu are subspecii cunoscute.